# رينالدو غاريدو
رينالدو غاريدو هو لاعب كرة مضرب كوبي، ولد في 4 أغسطس 1934 في هافانا في كوبا.

## وصلات خارجية
- رينالدو غاريدو على موقع رابطة محترفي التنس (الإنجليزية)
- رينالدو غاريدو على موقع الاتحاد الدولي لكرة المضرب (الإنجليزية)
- رينالدو غاريدو على موقع كأس ديفيز (الإنجليزية)
- رينالدو غاريدو على موقع أرشيف التنس.كوم (الإنجليزية)
- رينالدو غاريدو على موقع خلاصة التنس.كوم (الإنجليزية)